# Туризм в Судане
Туризм в Судане — один из секторов экономики этой страны.

## Общие сведения
Основные туристические достопримечательности — это охота на крупную дичь в лесах на юге, экскурсии на лодках вниз по Нилу через леса и пустыни, глубоководная рыбалка, Красное море, подводные сады в Порт-Судане и места археологических раскопок на севере. Скачки на лошадях популярны в Судане с 1929 года. Тем не менее, со времен гражданской войны и внедрения исламского правления, туризм в Судане практически отсутствует. В 2000 году Судан посетило 38 000 иностранных граждан, доход от туризма составил 5 миллионов долларов США. В 1999 году в стране было 4 545 гостиничных номеров с 7 907 кроватями. Для того чтобы посетить Судан, требуется заграничный паспорт и виза. Также необходимо предпринять меры предосторожности против холеры, брюшного тифа, столбняка, менингита, желтой лихорадки и малярии. По оценкам ООН на 1999 год, стоимость проживания в Хартуме составляет от 101 до 208 долларов США в день в зависимости от гостиницы.